# Peter Thomas McKeefry
Peter Thomas kardinál McKeefry (* 3. července 1899 Greymouth – 18. listopadu 1973 Wellington) byl arcibiskup Wellingtonu a novozélandský římskokatolický kardinál.

## Kněz
Kněžské svěcení přijal 3. dubna 1926 v Římě. Působil jako kněz v diecézi Auckland, byl zde sekretářem diecézního biskupa a šéfredaktorem diecézního časopisu.

## Biskup a kardinál
Dne 12. června 1947 byl jmenován titulárním arcibiskupem se závazkem koadjutora ve Wellingtonu. Biskupské svěcení přijal 19. října 1947. Arcibiskupem Wellingtonu byl jmenován 9. května 1954. Byl rovněž předsedou Biskupské konference Nového Zélandu. Účastnil se Druhého vatikánského koncilu – během koncilu zastával konzervativní názory, byl proti zavádění národních jazyků v liturgii. Při papežské konzistoři v dubnu 1969 ho papež Pavel VI. jmenován kardinálem. I jako kardinál žil velmi skromně.